# Live (album Perfectu)
Live – pierwszy album koncertowy zespołu Perfect nagrany w październiku 1982 roku w klubie Stodoła w Warszawie. Wydany w 1983 roku nakładem wytwórni Savitor.
Realizacja nagrań: Wojciech Przybylski i Jarosław Regulski. Muzyka Zbigniew Hołdys, teksty Bogdan Olewicz (1-2, 5-10) oraz Zbigniew Hołdys (3-4).

## Twórcy
- Zbigniew Hołdys – gitara, wokal
- Grzegorz Markowski – wokal
- Andrzej Urny – gitara
- Piotr Szkudelski – perkusja
- Andrzej Nowicki – gitara basowa

## Lista utworów
1. „Po co” – 4:10
2. „Idź precz” – 3:25
3. „Chcemy być sobą” – 6:00
4. „Opanuj się” – 3:35
5. „Nieme kino” – 5:35
6. „Chce mi się z czegoś śmiać” – 3:26
7. „Pepe wróć” – 5:15
8. „Autobiografia” – 4:35
9. „Pocztówka dla państwa Jareckich” – 4:50
10. „Nie płacz Ewka” – 1:15 (refren)